# 亨利·福特二世

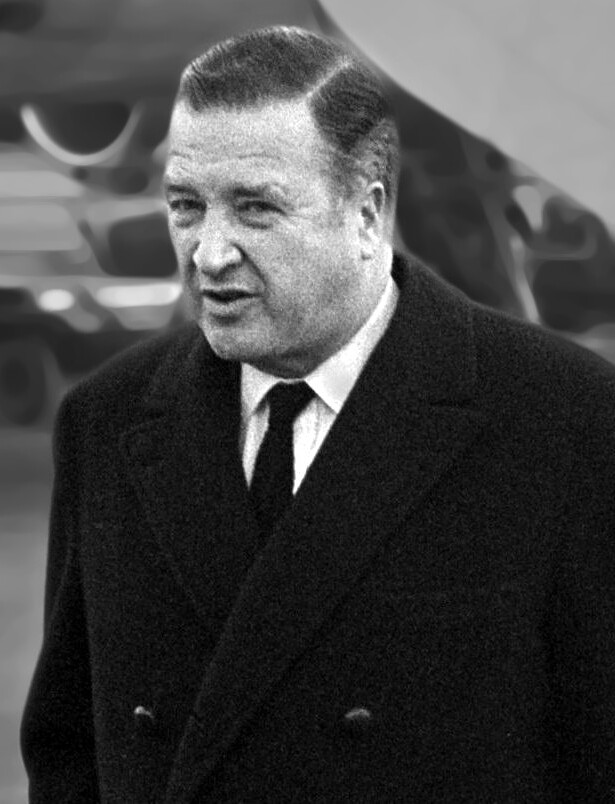
亨利·福特二世（1963年）

亨利·福特二世（1917年9月4日—1987年9月29日），美国汽车行业商人，埃德塞尔·福特长子和亨利·福特长孙。他于1945年至1960年担任福特汽车公司总裁，于1947年至1979年担任首席执行官，并于1960年至 1980年担任董事会主席。在他的领导下，福特汽车公司于1956年成为上市公司。1943年至1950年，他还担任福特基金会主席。